# Czapek & Cie
Czapek & Cie. es una marca de relojes suiza fundada en 2012 por Harry Guhl, que lleva el nombre del relojero polaco François Czapek, que había fundado su propia empresa relojera en 1845.

## François Czapek
Franciszek Czapek fue un maestro relojero polaco de origen checo que llegó a Ginebra, Suiza, en mayo de 1832. Poco después, cambió su nombre a "François" Czapek (adoptando su forma francófona). En 1834, fundó la firma Czapek & Moreau junto con el relojero suizo Moreau, de Versoix. El 22 de octubre de 1836, François Czapek se casó con Marie, hija del relojero Jonas Pierre François Gevril de Carouge (1777-1854).
Czapek fue el autor del primer libro sobre relojería publicado en polaco, «Slów kilka o Zegarmistrzowstwie ku uzytku zegarmistrzów i publicznosci» («Observaciones sobre la relojería para uso de los relojeros y del público»). La obra se publicó en 1850 en Leipzig.
El 1 de mayo de 1839, Antoni Patek y François Czapek establecieron una sociedad de seis años en Ginebra bajo el nombre de Patek, Czapek & Cie. Esta sociedad produjo relojes excepcionales que forman parte de importantes colecciones relojeras (Colección del Rey Farouk, Museo Patek Philippe) o subastas (Antiquorum, Christies, Bonhams, Sotheby's). Czapek era el responsable de la relojería (finisseur), mientras que Patek dirigía las ventas y la empresa. A partir de julio de 1840, la firma llegó a emplear gradualmente a media docena de trabajadores. Varios eran polacos: Lilpop, de Varsovia; Henryk Majewski, de Lwów (actual Leópolis ucraniana); así como Siedlecki y Friedlein, de Cracovia. Se producían aproximadamente 200 relojes al año.
Tras la disolución, Patek fundó Patek Philippe & Co. con su nuevo socio, Adrien Philippe. Czapek fundó Czapek & Cie., también con un nuevo socio, Juliusz Gruzewski.

## Czapek & Cie. (1845)

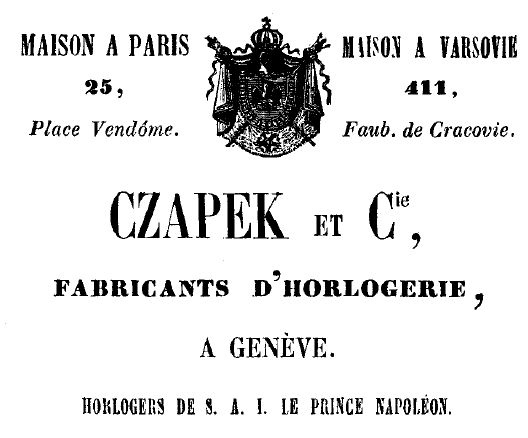
Anuncio de Czapek & Cie (década de 1850)

En 1845, François Czapek fundó Czapek & Cie. con su nuevo socio, Juliusz Gruzewski (1808-1865), amigo íntimo del emperador francés Napoleón III (1808-1873). La nueva empresa de Czapek prosperó. Se convirtió en relojero de la corte del emperador Napoleón III («Fournisseur de la cour» o «Proveedor de la Corte») y dispuso de un taller en Ginebra, una tienda en París, Place Vendome 28 (fundada en 1850), y otra en Varsovia (fundada en 1854).
En 1855, la firma comenzó a suministrar sus relojes al emperador Napoleón III. Juliusz Gruzewski, socio de Czapek, era amigo personal del emperador, lo que sin duda le permitió convertirse en relojero de la Corte Imperial, suministrando muchos de los relojes que regaló como obsequios diplomáticos.
Entre los clientes de Czapek se incluyen Khedive Ismail Pasha de Egipto y Golitsin.
Por razones desconocidas, la empresa supuestamente cambió de manos alrededor de 1869, posiblemente debido a la enfermedad o fallecimiento de Czapek. Se desconoce la fecha de su fallecimiento. Sin embargo, un reloj de bolsillo con calendario de cuerda (ilustrado) contiene una inscripción en francés en el interior de la caja que se traduce como "Antiguo Establecimiento Czapek and Company / N.° 10630 / Sucesor de A. Chaillet / 84 Rue du 4 Septembre / París". En otra parte aparece la inscripción "1876 / Rudzicki". Esto indica que la empresa continuó durante un tiempo tras la salida de Czapek.

## Galería
|  |  | [[File:czapek06.jpg\|200px\|alt={{{Alt\|Tapa trasera con emblema ]] File:czapek06.jpgTapa trasera con emblema |

## Czapek & Cie SA (a partir de 2011)
En 2011, Harry Guhl, experto en arte, decidió fundar la nueva empresa en Ginebra. Tras definir la visión de la firma, en 2014 contrató a Xavier de Roquemaurel, consultor de marketing, y a Sébastien Follonier, relojero, para revitalizar Czapek. La empresa se restableció el 21 de octubre de 2011 con la creación de su primer modelo: un estudio de diseño, el Cronógrafo Czapek. La empresa se relanzó y su desarrollo se financió mediante una campaña de capital sin precedentes en noviembre de 2015, recaudando más de 2 millones de francos suizos y reuniendo a más de 100 amantes de la relojería y emprendedores de todo el mundo.
En un esfuerzo por mantenerse lo más fieles posible al espíritu y estilo de Czapek, crearon el primer modelo de la colección basado en el diseño del reloj de bolsillo Czapek n.º 3430, que data de la década de 1850. Adaptaron el diseño de la esfera a los estándares y tamaños modernos y crearon un calibre propio, el SXH1, en colaboración con el fabricante suizo de movimientos, Jean-François Mojon de Chronode, inspirado en el movimiento original del reloj de bolsillo. La arquitectura del movimiento, con su doble trinquete abierto y barriletes dobles, es una interpretación moderna del movimiento original del reloj de bolsillo de la década de 1850, ofreciendo la misma reserva de marcha de 7 días.
Como un nuevo homenaje a la historia de Czapek & Cie, bautizaron esta primera colección como «Quai des Bergues», la dirección de su primer taller en Ginebra, situado en la ribera del río Ródano.

## Antarctique
La colección Czapek Antarctique se lanzó oficialmente el 26 de mayo de 2020. El corazón del Antarctique es su movimiento de manufactura, el SXH5, que cuenta con una reserva de marcha de 60 horas.